# Pentaceraster cumingi
Pentaceraster cumingi là tên của một loài sao biển thuộc họ Oreasteridae. Chúng sinh sống ở những vùng nước ấm của phía đông Thái Bình Dương (cụ thể là vịnh California cho đến phía tây bắc Peru, bao gồm cả ngoài khơi của các hòn đảo như Galápagos) và ở Hawaii. Còn ở Panama, người ta cũng bắt được các cá thể của loài này ở quần đảo Pearl (tại độ sâu 8 m), vịnh Panama, ngoài khơi đảo Coiba, vịnh Chiriqui. Bán kính tối đa của nó là khoảng 30 cm.

## Phân bố và môi trường sống
Người ta bắt được các cá thể của loài này dọc theo bờ biển của Tropical Eastern Pacific (tạm dịch: biển Nhiệt đới miền đông Thái Bình Dương) và thậm chí xa hơn. Cụ thể là xa về phía bắc cho đến vịnh California cũng như xa về phía nam cho đến bờ biển của bắc Peru. Chúng thích sống ở vùng nước nông nơi có thủy triều lên xuống và chất nền thường là đá.

## Thức ăn
Chúng đào bới để tìm thức ăn là chủ yếu và cũng là loài săn mồi. Qua phân tích dạ dày, người ta phát hiện ra bên trong đó chứa các loài tảo biển sống ở tầng đáy, các loài trong hệ vi động vật và cỏ biển. Thi thoảng người ta thấy có xác các loài động vật da gai khác.

## Sinh sản
Chúng có hai hình thức sinh sản đó là sinh sản vô tính và sinh sản hữu tính. Trong sinh sản vô tính, cơ thể của chúng phân đôi ra rồi tách làm hai cá thể riêng biệt. Sau đó một thời gian, hai cá thể này sẽ mọc lại những bộ phận còn thiếu.

## Trang trí
Vì vẻ ngoài của chúng, Pentaceraster cumingi bị bắt để làm vật trang trí. Điển hình là tại Peru và Mexico, người ta bán nó làm quà lưu niệm. Ở Peru, mật độ cá thể của loài này giảm mạnh và gần như là tuyệt chủng ở nước này. Còn ở Mexico thì vẫn chưa đủ dữ liệu để khẳng định chúng ở mức nào.